# Impacció fecal
Una impacció fecal és una massa sòlida i immòbil de femta que es pot desenvolupar en el recte com a resultat de restrenyiment crònic. Un terme relacionat és càrrega fecal, que es refereix a un gran volum de femta de qualsevol consistència dins del recte.

## Símptomes
Els símptomes inclouen restrenyiment crònic. Pot haver-hi incontinència fecal i desbordament de la diarrea (encopresi) com excrements líquids passant al voltant de l'obstrucció. Les complicacions poden incloure necrosi i úlceres del teixit rectal. Dolor abdominal i inflor també es podrien presentar depenent de la gravetat de l'afecció. També es pot presentar pèrdua de gana.

## Causes
Hi ha moltes causes possibles; per exemple, la inactivitat física, no menjar prou (especialment fibra), i no beure prou aigua. Els medicaments com ara opioides analgèsics (suboxone, metadona, codeïna, oxicodona i hidrocodona) i certs sedants que redueixen el moviment intestinal poden causar matèries fecals massa grans, dures i/o seques per expulsar-se. Malalties o condicions específiques, com ara síndrome de l'intestí irritable, trastorns neurològics, diabetis i malalties autoimmunes com amiloïdosi, malaltia celíaca, lupus i esclerodèrmia poden causar restrenyiment. L'hipotiroïdisme pot causar restrenyiment crònic a causa de les contraccions de l'intestí gruixut lentes, mandroses o més febles. Els suplements de ferro o per augmentar els nivells de calci a la sang són també possibles causes. Les lesions de la medul·la espinal són igualment una causa comuna.
L'extracció manual d'una impacció fecal sovint cal amb pacients obesos, després d'un ènema de bari i en adults grans mal hidratats.

## Prevenció
La reducció dels medicaments opiacis (quan sigui possible, tolerable i segur; la prescripció dels canvis de medicació ha de ser realitzada sota la supervisió d'un metge), i la ingesta adequada de líquids (aigua) i fibra a la dieta diària i exercici.

## Tractament
El tractament requereix tant del recurs usat per a la impacció com del tractament per evitar futures recurrències. La disminució de la motilitat del còlon resulta en excrements secs i durs que en cas d'impacció fecal es compacten en una gran massa dura que no pot ser expulsada del recte.
Diversos mètodes de tractament són utilitzats per eliminar la impacció com estovament de la femta, lubricació o trencar en trossos prou petits per a la seva eliminació. Els ènemes i laxants osmòtics poden ser utilitzats per estovar la femta en augmentar el contingut d'aigua fins que estiguin prou suaus per ser expulsades. Els laxants com el citrat de magnesi treballen en qüestió de minuts fins a vuit hores per començar a actuar, però tot i així, poden no ser suficient per expulsar la femta.
Els laxants poden causar rampes i fins i tot dolor greu quan el pacient intenta evacuar el contingut del recte bloquejat per la massa fecal. El polietilenglicol (PEG 3350) pot ser utilitzat per augmentar el contingut d'aigua de la femta sense rampes; no obstant això, ja que pot prendre de 24 a 48 hores perquè tingui efecte, no s'adapta bé als casos en què la impacció ha de ser eliminada immediatament a causa del risc de complicacions o dolor greu. Ènemes i supositoris treballen augmentant el contingut d'aigua i estimulen el peristaltisme per ajudar a l'expulsió, i tots dos treballen molt més ràpid que els laxants orals.
Com que els ènemes funcionen després de 2 a 15 minuts després de la seva utilització, no donen temps suficient perquè s'estovi una massa fecal gran. Fins i tot si l'ènema té èxit en el despreniment de la femta retinguda, la femta poden ser massa grans per ser expulsades a través del canal anal. L'ús d'ènemes d'oli mineral pot ajudar a lubricar la femta per facilitar el pas. En els casos on els ènemes no eliminen la impacció, el polietilenglicol es pot fer servir en un intent de suavitzar la massa durant 24 a 48 hores, o si el retir immediat de la massa és necessari, el retir manual pot ser realitzat aplicant lubricant a l'anus i usant un dit enguantat amb un moviment com de pala per trencar la massa fecal. Sovint es fa sense anestèsia general, encara que la sedació pot ser utilitzada. A la majoria dels procediments, l'anestèsia general pot ser utilitzada, encara que el seu ús augmenta el risc de dany a l'esfínter anal. Si tots els altres tractaments fallen, pot ser necessària la cirurgia.
Els individus que han patit una impacció fecal tenen un risc alt de futures retencions. Per tant, el tractament preventiu ha de ser iniciat als pacients després de l'extirpació de la massa. L'augment de fibra a la dieta, augmentant el consum de líquids, l'exercici diari, i intentar regularment defecar cada matí després de menjar ha de ser promogut en tots els pacients.
Sovint, les condicions mèdiques subjacents causen impacció fecals; aquestes condicions s'han de tractar per reduir el risc de futures impaccions. Molts tipus de medicaments (en particular la majoria dels opioides per al dolor, com la codeïna) redueixen la motilitat del còlon, augmentant la probabilitat d'impacció fecal. Si és possible, els medicaments han de ser receptats que evitar lefecte secundari de restrenyiment. 
Atès que tots els opioides poden causar restrenyiment, es recomana que tot pacient que faci servir opioides per al dolor han de prendre medicaments per prevenir el restrenyiment. L'ús diari de laxants o ènemes han de ser evitats per la majoria de les persones, ja que pot causar la pèrdua normal de la motilitat del còlon. Tot i això, per als pacients amb complicacions cròniques, medicació diària sota la direcció d'un metge pot ser necessària.
Polietileneglicol 3350 pot ser pres diàriament per estovar la femta sense el risc significatiu d'efectes adversos, que són comuns amb altres laxants. En particular, els laxants estimulants no han de ser utilitzats amb freqüència pel fet que pot causar dependència en què un individu perd la funció normal del còlon i és incapaç de defecar sense prendre un laxant. L'ús freqüent de laxants osmòtics s'ha d'evitar, ja que poden causar el desequilibri d'electròlits.

## Fecaloma
Un fecaloma és una forma més extrema de la retenció fecal i dona a l'acumulació l'aparença d'un tumor.
Un fecaloma es pot desenvolupar a mesura que la matèria fecal a poc a poc s'estanca i s'acumula a l'intestí i augmenta de volum fins que l'intestí es deforma. Es pot presentar obstrucció crònica del trànsit de la femta, com en el megacòlon i restrenyiment crònic. Algunes malalties, com la malaltia de Chagas, la malaltia de Hirschsprung i altres danys al sistema nerviós autonòmic a la mucosa del còlon (Auerbach plexo) poden causar fecalomes extremadament grans o "gegants", els quals han de ser retirats mitjançant cirurgia. Poques vegades, un fecàlit es forma al voltant d'un bezoar, o un altre higroscòpic o nucli dessecant.
Pot ser diagnosticat mitjançant:
- Tomografia computaritzada[7]
- Radiografia Projeccional
- Ultrasò

Fecalomes distals o sigmoides, sovint poden ser retirats digitalment o per un catèter que porta un flux de líquid (aigua o altres solvents o lubricants). La intervenció quirúrgica en forma de colectomia sigmoide, proctocolectomia o ileostomia pot ser necessària només quan totes les mesures conservadores d'evacuació fallen. Els intents d'eliminació poden tenir greus i fins i tot letals efectes, com ara la ruptura de la paret del còlon a través del catèter o un angle agut del fecaloma (perforació), seguit per septicèmia. Una perforació estercoral és una condició que es caracteritza per la perforació de l'intestí degut a la necrosi de la pressió d'una massa fecal o fecaloma.